# Isten hozott Németországban!
Az Isten hozott Németországban! (eredeti cím: Willkommen bei den Hartmanns) 2016-ban bemutatott német film, amelyet Simon Verhoeven rendezett és írt.
A producerei Quirin Berg, Stefan Gärtner, Max Wiedemann és Michael Verhoeven. A főszerepekben Senta Berger, Heiner Lauterbach, Florian David Fitz, Palina Rojinski, Elyas M’Barek és Eric Kabongo láthatók. Zeneszerzője Gary Go. A film gyártója a Wiedemann & Berg Filmproduktion GmbH & Co. KG, a Sentana Film és Seven Pictures Film, forgalmazója a Warner Bros. Entertainment Germany. Műfaja  filmvígjáték.
Németországban 2016. november 3-án, Magyarországon 2017. szeptember 21-én mutatták be a mozikban.

## Szereplők
| Szereplő | Színész                 | Magyar hang     |
| --- | ----------------------- | --------------- |
| Angelika Hartmann | Senta Berger            | Kovács Nóra     |
| Dr. Richard Hartmann | Heiner Lauterbach       | Hirtling István |
| Philipp Hartmann | Florian David Fitz      | Fehér Tibor     |
| Sofie Hartmann | Palina Rojinski         | Gáspár Kata     |
| Diallo Makabouri | Eric Kabongo            | Figeczky Bence  |
| Dr. Tarek Berger | Elyas M’Barek           | Horváth Illés   |
| Dr. Sascha Heinrich | Uwe Ochsenknecht        | Harsányi Gábor  |
| Heike Broscher | Ulrike Kriener          | Orosz Anna      |
| Bernd Bader | Eisi Gulp               | Rosta Sándor    |
| Basti Hartmann | Marinus Hohmann         | Ács Balázs      |
| Kurt Blümlein | Thilo Prothmann         | Orosz Ákos      |
| Schickdorf | Wolfgang Maria Bauer    | Láng Balázs     |
| Rayhan Magmut | Samir Fuchs             | Hegedüs Miklós  |
| Gebhart | Wolfram Rupperti        | Kapácsy Miklós  |
| Dr. Schermer | Butz Ulrich Buse        | Törköly Levente |
| Dr. Georg Grosser | Stefan Merki            | Bartók László   |
| Becker iskolaigazgató | Titus Horst             | Várday Zoltán   |
| Schäfer tanárnő | Catalina Navarro Kirner | Rátonyi Hajni   |
| További magyar hangok |                         |                 |
| Bergendi Áron, Bor László, Hannus Zoltán, Kiss László, Lénárt László, Molnár Kristóf, Szűcs Anna Viola, Téglás Judit, Turóczi Izabella, Vámos Mónika, Vida Bálint |                         |                 |